# Halowe Mistrzostwa Europy w Lekkoatletyce 1971 – bieg na 400 m mężczyzn
Bieg na 400 metrów mężczyzn – jedna z konkurencji biegowych rozgrywanych podczas halowych lekkoatletycznych mistrzostw Europy w hali Festiwalna w Sofii. Eliminacje i półfinały zostały rozegrane 13 marca, a bieg finałowy 14 marca 1971. Zwyciężył reprezentant Polski Andrzej Badeński. Tytułu zdobytego na poprzednich mistrzostwach nie obronił Aleksandr Bratczikow ze Związku Radzieckiego, który tym razem zdobył brązowy medal.

## Rezultaty

### Eliminacje
Rozegrano 4 biegi eliminacyjne, do których przystąpiło 12 biegaczy. Awans do półfinału dawało zajęcie jednego z pierwszych dwóch miejsc w swoim biegu (Q).
Opracowano na podstawie materiału źródłowego.
Bieg 1
| Miejsce | Zawodnik         | Czas | Uwagi |
| ------- | ---------------- | ---- | ----- |
| 1       | Andrzej Badeński | 48,4 | Q     |
| 2       | Lionel Malingre  | 48,6 | Q     |
| 3       | Luis Sarría      | 48,8 |       |

Bieg 2
| Miejsce | Zawodnik             | Czas | Uwagi |
| ------- | -------------------- | ---- | ----- |
| 1       | Jewgienij Borisienko | 48,6 | Q     |
| 2       | Peter Bernreuther    | 48,7 | Q     |
| 3       | Krystjo Christow     | 49,0 |       |

Bieg 3
| Miejsce | Zawodnik             | Czas | Uwagi |
| ------- | -------------------- | ---- | ----- |
| 1       | Aleksandr Bratczikow | 48,4 | Q     |
| 2       | Jan Balachowski      | 48,4 | Q     |
| 3       | Ramón Magariños      | 50,3 |       |

Bieg 4
| Miejsce | Zawodnik        | Czas | Uwagi |
| ------- | --------------- | ---- | ----- |
| 1       | Borys Sawczuk   | 48,3 | Q     |
| 2       | Manuel Gayoso   | 48,7 | Q     |
| 3       | Gilles Bertould | 49,0 |       |

### Półfinały
Rozegrano 2 biegi półfinałowe, w których wystartowało 8 biegaczy. Awans do finału dawało zajęcie jednego z dwóch pierwszych miejsc w swoim biegu (Q).
Opracowano na podstawie materiału źródłowego.
Bieg 1
| Miejsce | Zawodnik          | Czas | Uwagi |
| ------- | ----------------- | ---- | ----- |
| 1       | Andrzej Badeński  | 47,8 | Q     |
| 2       | Borys Sawczuk     | 48,2 | Q     |
| 3       | Peter Bernreuther | 48,9 |       |
| 4       | Lionel Malingre   | 51,2 |       |

Bieg 2
| Miejsce | Zawodnik             | Czas | Uwagi |
| ------- | -------------------- | ---- | ----- |
| 1       | Jan Balachowski      | 48,6 | Q     |
| 2       | Aleksandr Bratczikow | 48,8 | Q     |
| 3       | Manuel Gayoso        | 48,9 |       |
| 4       | Jewgienij Borisienko | 49,9 |       |

### Finał
Opracowano na podstawie materiału źródłowego.
| Miejsce | Zawodnik             | Czas |
| ------- | -------------------- | ---- |
| 1       | Andrzej Badeński     | 46,8 |
| 2       | Borys Sawczuk        | 47,4 |
| 3       | Aleksandr Bratczikow | 47,6 |
| –       | Jan Balachowski      | DNS  |